# Droit administratif en France
Pour les autres articles nationaux ou selon les autres juridictions, voir Droit administratif.
 (décembre 2006).
Le droit administratif français désigne un ensemble de règles définissant les droits et les obligations de l'administration française et de certaines personnes privées. Il se caractérise par un ensemble de prérogatives reconnues à l'administration. Il est une branche du droit public. La reconnaissance et l'affirmation d'un droit administratif en France illustre la soumission de l'administration au droit. Il trouve son fondement dans diverses normes qui peuvent, notamment, être de rang constitutionnel, international, législatif ou réglementaire. 
L'action de l'administration s'exerce aux travers de deux types d'actes : les actes unilatéraux et les contrats administratifs. 
Le contrôle de l'application du droit administratif par l'administration est assurée par un ensemble de juridiction qui constituent la justice administrative.

## Formation du droit administratif français
Le droit administratif français s'est forgé par l'interdiction faite aux juges judiciaires de s’immiscer dans les fonctions administratives. La loi des 16 et 24 aout 1790 prévoit la distinction entre les fonctions judiciaires et administratives. Elle interdit aux juges judiciaires d'intervenir dans l'action administrative. La loi du 16 fructidor an III confirme cette distinction et cette interdiction. 
La Constitution de l'An VIII donne naissance au Conseil d’État. Il est chargé, d'une part, de rédiger les projets de loi, les défendre et préparer les règlements d'administration publique et, d'autre part, de résoudre les litiges en matière administrative notamment entre les citoyens et l’État.
Le rôle du Conseil d’État se renforce notamment en passant d'une justice retenue à une justice déléguée. Ainsi, la loi du 24 mai 1872 permet au Conseil d’État de devenir indépendant. 
L'arrêt "Blanco" rendu par le Tribunal des conflits le 8 février 1873 soumet la responsabilité de l’État à un régime spécifique. Cette décision met fin à une tradition d'irresponsabilité de l’État. L'arrêt constitue un acte fondateur du droit administratif moderne en France. 
Dès lors, le droit administratif se développe notamment par la jurisprudence du Conseil d’État. Les règles écrites étaient, à l'époque peu nombreuse, et l'application du Code civil a été écartée. 
Les juridictions se développent aussi avec la création des tribunaux administratif en 1953 et des cours administratives d'appel en 1987.
Par deux décisions, le Conseil constitutionnel consacre l'indépendance de la juridiction administrative. Le 22 juillet 1980, le Conseil constitutionnel affirme que l'indépendance de la justice administrative est un principe fondamental reconnu par les lois de la République (PFRLR),. Le 23 janvier 1987, le Conseil constitutionnel précise que la juridiction administrative dispose d'un domaine de compétence réservé relatif à l'annulation et la réformation des décisions prises, dans l'exercice des prérogatives de puissance publique, par les autorités administratives. Il s'agit aussi d'un principe fondamental reconnu par les lois de la République (PFRLR),.

## Sources actuelles du droit administratif

### Sources à valeur constitutionnelle
La Constitution de 1958 et plus largement le bloc de constitutionnalité comporte des règles qui encadrent directement l'action de l'administration.
Un acte administratif doit être conforme à ces normes constitutionnels. Autrement dit, un acte administratif doit respecter la norme constitutionnelle. Le juge administratif est susceptible de sanctionner un acte administratif inconstitutionnel,. 
Pour autant, si l'acte administratif se borne à applique une loi déjà votée, le juge administratif ne peut pas sanctionner l'acte administratif pour son inconstitutionnalité. C'est la théorie de la loi écran. Deux exceptions doivent être relevées. D'une part, le juge administratif peut contrôler la constitutionnalité d'un acte administratif pris en application d'une loi neutre qui n'impose rien de précis,. D'autre part, le juge administratif peut contrôle l'acte administratif pris en application d'une loi implicitement abrogée. Le juge administratif considère qu'une loi est implicitement abrogée lorsque son contenu est inconciliable avec une norme constitutionnelle ou législative postérieure. 
En appliquant la théorie de la loi écran, le juge administratif se conforme à sa jurisprudence traditionnelle par laquelle il se refuse à contrôler la constitutionnalité des lois découlant notamment de l'arrêt rendu par le Conseil d'Etat le 6 novembre 1936 dit Arrighi. 
Depuis le 1er mars 2010, il est possible de contester la constitutionnalité d'une loi au cours d'un contentieux administratif par une question prioritaire de constitutionnalité. Sous réserves de respecter plusieurs conditions, la question prioritaire de constitutionnalité sera transmise au Conseil constitutionnel qui sera chargé de contrôler la constitutionnalité de la loi aux termes de l'article 61-1 de la Constitution,.

### Normes internationales
Par principes, seules les stipulations d'une convention internationale dotées d'un effet direct peuvent être invoquées devant le juge administratif. Cet effet direct dépend du contenu et des termes de la stipulation, de l'économie générale de la convention et de l'intention des parties. 
Ainsi, lorsqu'une convention internationale est dotée d'un effet direct,  Le juge administratif peut annuler un acte administratif contraires à un traité,.
Depuis l'arrêt Nicolo rendu par le Conseil d'Etat en 1989, le juge administratif peut écarter une loi contraire aux engagements internationaux. Dès lors, le juge administratif peut sanctionner un acte administratif, même si celui-ci est conforme à une loi nationale, si l'acte est contraire à une norme internationale,.
S'agissant du droit de l'Union européenne, les règlements européens sont directement applicables devant le juge administratif et peuvent permettre de contester un acte administratif. Les directives européennes, quant à elles, doivent être transposées. Par l'arrêt Perreux, le Conseil d'Etat considère que si la directive n'est pas transposée, elle peut, sous certaines conditions, être invoquée par un particulier contre un Etat.
Le droit administratif en France exige donc, en principe, un respect de la part de l'administration des normes internationales.

### Dispositions législatives
Les sources du droit administratif comprennent naturellement les lois dont le respect s'impose dans tous les cas à l'administration.
Le droit public français définit traditionnellement la loi d'un point de vue organique et formel : la loi est l'acte des organes législatifs élaboré selon la procédure législative prévue par la Constitution. À cet égard, on distingue plusieurs catégories de lois : loi constitutionnelle, loi organique, loi référendaire, loi de finances, loi ordinaire, etc. mais toutes ont la même force obligatoire pour les autorités administratives.

### Jurisprudence administrative
Les jurisprudences du Conseil d'État et du Tribunal des conflits ont été déterminantes pour la formation et l'évolution du droit administratif français. On appelle « grands arrêts » les décisions qui ont eu une particulière importance de ce point de vue. L'étude du droit administratif passe nécessairement par la prise en compte de ces arrêts.
La jurisprudence a notamment permis de dégager les principes généraux du droit (ou PGD). Ces règles énoncent les principes fondamentaux du droit administratif.
Leur existence était implicite depuis la fin du XIXe siècle mais deux arrêts (C.E., Ass, 5 mai 1944, Dame veuve Trompier-Gravier et C.E., Ass, 26 octobre 1945, Aramu et autres) les ont explicités.
Les principes généraux du droit ont une valeur législative, même si certains auteurs ont pu soutenir qu'ils avaient une valeur « infra-législative et supra-décrétale » (René Chapus).

### Règlements
À côté des lois votées par le Parlement, un certain domaine de compétence a toujours été reconnu aux règlements, qui sont des actes impersonnels et de portée générale émanant des autorités administratives.
Les autorités investies du pouvoir réglementaire par la Constitution sont au nombre de deux :
- Le Premier ministre est le détenteur principal du pouvoir réglementaire : selon l'article 21 de la Constitution il « exerce le pouvoir réglementaire ». C'est une solution conforme à la tradition républicaine.
- Le Président de la République, aux termes de l'article 13, « signe les ordonnances et les décrets délibérés en Conseil des ministres ». Le Conseil d'État a jugé qu'un décret qui a été délibéré en Conseil des ministres alors même qu'aucun texte ne l'imposait ne peut ensuite être modifié que par décret en Conseil des ministres (CE, Ass., 10 septembre 1992, Meyet, Leb. p. 327 avec les concl. de David Kessler).

Les autorités investies du pouvoir réglementaire par des dispositions législatives ou réglementaires sont nombreuses ; ces autorités disposent alors d'une délégation de compétence :
- Les ministres ne sont pas détenteurs du pouvoir réglementaire général. Ils peuvent toutefois prendre des règlements, comme chefs de service, en vue de réglementer l'organisation de l'administration qu'ils dirigent (CE, Sect., 7 février 1936, Jamart, Leb. p. 172, GAJA no 52). En outre, il est fréquent qu'une loi ou un décret donne pouvoir à un ministre de prendre, par arrêté, des dispositions réglementaires dans un domaine déterminé.
- Les maires et les préfets disposent, en vertu de textes divers, de pouvoirs réglementaires importants, par exemple en matière de police administrative.

Les autorités investies du pouvoir réglementaire sans texte sont exclusivement les chefs de service. Selon la jurisprudence Jamart (CE, Sect., 7 février 1936, Jamart, Leb. p. 172, GAJA no 52), la qualité de chef de service permet d'adopter des mesures réglementaires afin d'assurer le fonctionnement régulier du service. Appliquée aux ministres (V. supra), cette jurisprudence vaut aussi pour les directeurs des services de l'État (CE, 13 novembre 1992, Syndicat national des ingénieurs des études et de l'exploitation civile, Leb. p. 966) ou des établissements publics (CE, 4 février 1976, Section syndicale CFDT du Centre psychothérapeutique de Thuir, Leb. p. 970), (la publication des AAU et les sanctions lors de son absence par M.D) les maires (CE, 25 juin 1975, Riscarrat et Rouquairol, Leb. p. 898), etc.

## Le contrôle de l'administration

### Les juridictions administratives

#### Juridictions
Le contentieux administratif est assuré par les juridictions de l'ordre administratif et notamment :
- le Tribunal administratif
- la Cour administrative d'appel
- le Conseil d'État

Il existe par ailleurs des juridictions administratives spécialisées dont la plus importante en nombre d'affaires, la Cour nationale du droit d'asile qui a pour compétence d'examiner les recours formés contre les décisions de l'Office français de protection des réfugiés et apatrides.

#### Recours
Il faut d'abord distinguer le recours gracieux et hiérarchique qui s'exerce auprès de l'administration et le recours contentieux qui fait intervenir le juge administratif. Ensuite, parmi les recours contentieux, on peut distinguer :
- le recours pour excès de pouvoir, qui vise à l'annulation d'un acte administratif.
- le recours de plein contentieux ou recours de pleine juridiction, qui permet au juge de condamner l'administration à réparer un préjudice subi par le requérant. C'est aussi le juge du contrat administratif.
- le contentieux de la répression : contraventions de grande voirie, sanctions disciplinaires et financières (Cour des comptes, Cour de discipline budgétaire et financière).
- l'interprétation et l'appréciation de légalité, par exemple sur recours préjudiciel d'un juge de l'ordre judiciaire qui souhaite obtenir du juge administratif l'interprétation d'un acte administratif.
- Le référé précontractuel et le référé contractuel
- Le référé liberté
- Le référé suspension

### Le contrôle politique et administratif
L'article 24 de la Constitution prévoit que le parlement est notamment chargé de contrôler l'action du gouvernement et d'évaluer les politiques publiques. Ainsi, pour contrôler le gouvernement, le parlement peut s'informer au travers des questions orales ou écrites. Il peut mener des investigations par le biais de commissions d'enquêtes, de missions d'information, d'auditions ou de délégations parlementaires. Ces investigations comportent aussi la possibilité de contrôler sur pièces et sur place l'utilisation de l'argent public. L'article 49 de la Constitution permet également à l'Assemblée nationale de mettre en cause la responsabilité du gouvernement. 
La Cour des comptes peut aussi s'assurer du bon emploi de l'argent public et de l'information des citoyens. Au delà de sa mission de juge, elle contrôle, certifie et évalue. A ce titre, elle contrôle l'utilisation de l'argent publique par l’État, les organismes de sécurité sociale, les entreprises publiques, les organismes bénéficiant de dons ainsi que les établissements et services médico-sociaux (ESMS) et les cliniques privées. Les chambres régionales et territoriales des comptes sont chargées du contrôle des personnes publiques décentralisées tel que les collectivités territoriales. Chaque année, la Cour des comptes est chargée de certifier les comptes de l’État et du régime général de la sécurité sociale. Elle assiste également le parlement et le gouvernement dans l'évaluation des politiques publiques. 

### Principaux auteurs
- René Chapus
- Pierre Delvolvé
- Charles Debbasch
- Léon Duguit
- Roland Drago
- Yves Gaudemet
- Maurice Hauriou
- Edouard Laferrière
- Jules Liégeois
- Etienne Picard
- Dominique Pouyaud
- Jean-Claude Ricci
- Jean Rivero
- Georges Vedel
- Prosper Weil